# Barrie—Innisfil (circonscription provinciale)
Circonscription électorale provinciale du Canada
Barrie—Innisfil est une circonscription provinciale de l'Ontario représentée à l'Assemblée législative de l'Ontario depuis 2018. 

## Géographie
La circonscription consiste en une partie de la ville de Barrie et la ville d'Innisfil dans la comté de Simcoe.
Les circonscriptions limitrophes sont Simcoe—Grey, Barrie—Springwater—Oro-Medonte et York—Simcoe.  

## Historique
| Législature                                    | Années       | Député | Député         | Parti                     |
| ---------------------------------------------- | ------------ | ------ | -------------- | ------------------------- |
| Circonscription issue de Barrie et York—Simcoe |              |        |                |                           |
| 42e                                            | 2018–2022    |        | Andrea Khanjin | Progressiste-conservateur |
| 43e                                            | 2022–2025    |        | Andrea Khanjin | Progressiste-conservateur |
| 44e                                            | 2025-Présent |        | Andrea Khanjin | Progressiste-conservateur |

## Circonscription fédérale
Depuis les élections provinciales ontariennes du 4 octobre 2007, l'ensemble des circonscriptions provinciales et des circonscriptions fédérales sont identiques.